# Menslager Lesegesellschaft

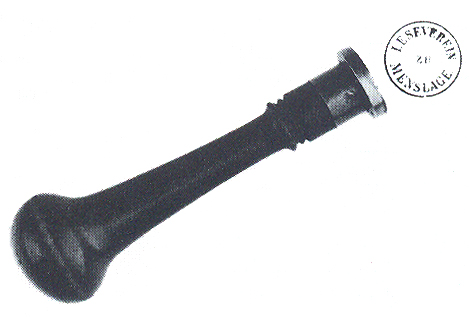
Stempel der Menslager Lesegesellschaft um 1850

Die Menslager Lesegesellschaft, gegründet 1796, war eine Lesegesellschaft in dem Artländer Kirchspiel Menslage. Sie zählte zu den seltenen Lesegesellschaften, die schichtenübergreifend allen Ständen, allen Berufen und beiden Geschlechtern offenstanden. Die Menslager Lesegesellschaft widerlegt die Vorstellung von einer erst im Lauf des späten 19. Jahrhunderts langsam schwindenden Bildungsferne und das oft düster gezeichnete Bild der Bildungsbedingungen auf dem Lande, wo ausreichend Bildung, ein Kontakt zur Schrift und damit die Entwicklung einer Schrift- und Lesekultur nicht möglich gewesen sein sollen.
Die vergleichsweise materialreich überlieferte Menslager Lesegesellschaft war weder eine im Zeitalter der Aufklärung pädagogisch motivierte Veranstaltung von Honoratioren des ländlich-bäuerlichen Raums zur Bildung des zurückgebliebenen Landvolks noch eine Einrichtung lokaler bürgerlicher Eliten. Sie war auch kein Mittel zur Erlernung oder Verbreitung des Lesens, sondern die gezielte Reaktion auf bereits vorhandene ausdifferenzierte Lesebedürfnisse und damit eine Einrichtung organisierten Lesens, die aus dem Wunsch der Bevölkerung des Artländer Kirchspiels erwuchs, dessen dörfliche Schichten um 1800 nahezu vollständig alphabetisiert waren. Sie lässt sich vielmehr nach dem von Georg Jäger, Alberto Martino und Reinhard Wittmann eingeführten Begriff als „enzyklopädische Lesegesellschaft“ einordnen, die „vornehmlich Sachliteratur für ein aufgeklärtes Publikum bereitstellte.“
Eine weitere Besonderheit war das weitgehende Fehlen von Zeitschriften im Bestand der Menslager Lesegesellschaft, da ansonsten Periodika als wichtigster Grundstock oder sogar Gründungsanlass eingeschätzt werden.
Ungewöhnlich an der Lesegesellschaft ist schließlich ihr vergleichsweise langes Bestehen von rund 100 Jahren.

## Hintergrund

### Lesestoff und Buchproduktion im 17. und 18. Jahrhundert

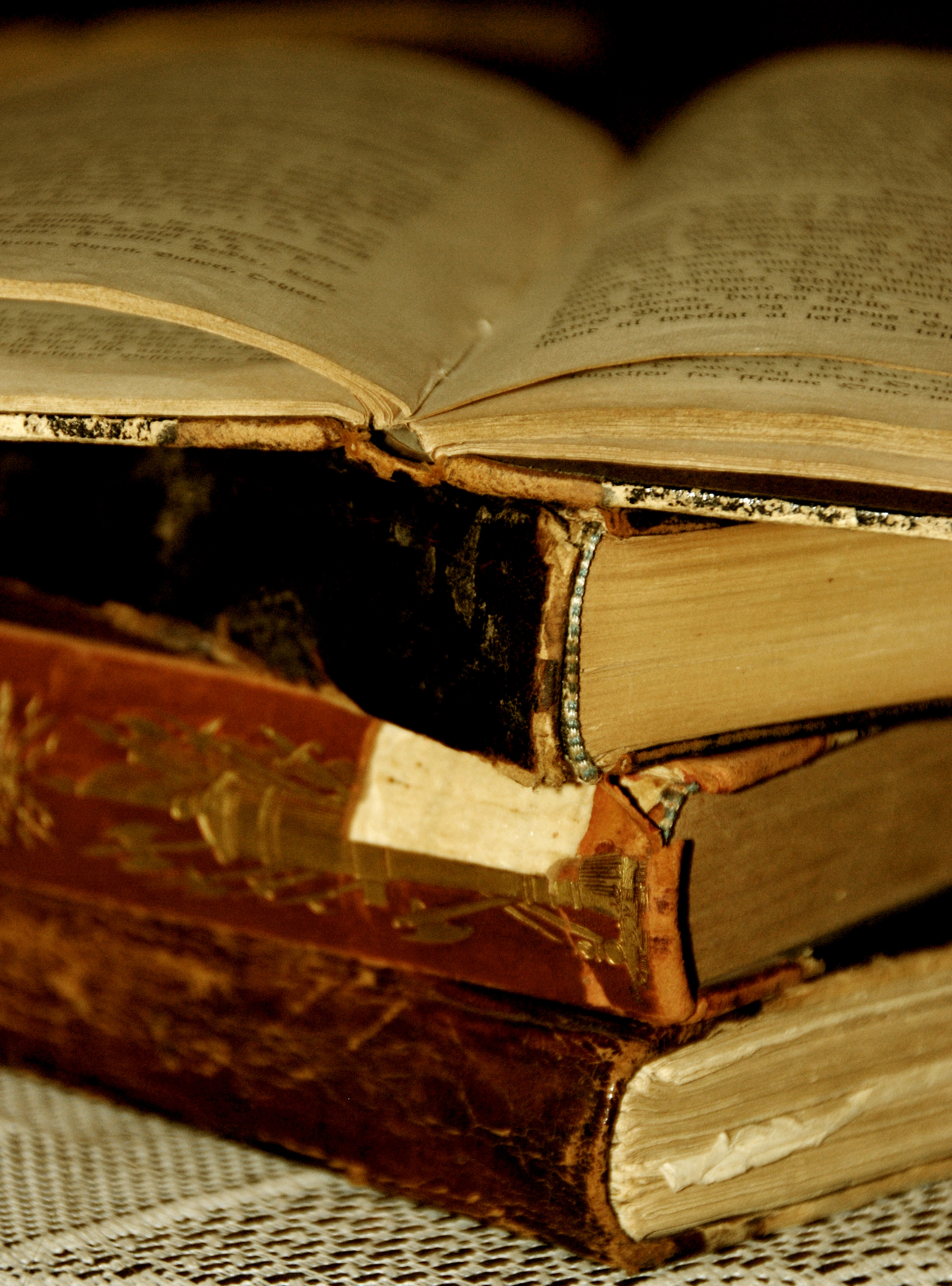
Historische Bücher

Im 17. und frühen 18. Jahrhundert wurden Bücher in Westeuropa überwiegend von Gelehrten für Gelehrte in Form von wissenschaftlichen Werken, überwiegend zur Theologie und in lateinischer Sprache verfasst. Ein literarisches Lesepublikum im heutigen Sinn gab es nicht; das Angebot für Laien beschränkte sich auf Wiederholungslektüre, wie religiöse Andachtsliteratur, die sich um 1700 erkennbar ausbreitete sowie Gebrauchsliteratur, wie medizinische oder juristische Bücher und allgemeine Nachschlagewerke. Deutschsprachige Belletristik wurde kaum verlegt.
Dabei blieb die Buchproduktion zunächst weit hinter Verbreitung und Auflagen der Anfang des 17. Jahrhunderts aufkommenden Zeitungen und Zeitschriften zurück, die als erste Massenmedien die Medienlandschaft der Frühen Neuzeit grundlegend veränderten und eine neue Form des Lesens einführten. Das Zeitunglesen drang schnell in breitere Schichten vor, da nicht nur wissenschaftliche Fachblätter, sondern auch Publikumszeitschreiben angeboten wurden.
Das Angebot von mehr Büchern in deutscher Sprache, eine inhaltliche Verschiebung von religiöser zu belletristischer Literatur und eine Veränderung der Buchformate (statt Foliant oder Quart kleinere, handlichere Buchformate) rief ab dem späten 17. Jahrhundert ein verändertes Leseverhalten hervor. Ganz allgemein vollzog sich ein Übergang von intensiver und repetitiver Lektüre, wie Erbauungsliteratur, zu extensiver, unterhaltender oder informativer Lektüre. Zunächst spielten neben Kleinformen, wie Essay oder Traktat, belehrende und informierende Literatur sowie Lexika, Anthologien, Kompendien eine dominierende Rolle, bis zunehmend auch schöngeistige und unterhaltende Literatur angeboten wurden.
Unterstützt durch das Instrument der Lesegesellschaft entwickelte sich eine bürgerliche Lesekultur. Dabei war das Entstehen von Lesegesellschaften nicht nur auf die politischen und gesellschaftlichen Entwicklungen im Zeitalter der Aufklärung oder Einflüsse von Vormärz und Biedermeier zurückzuführen, sondern wurden auch durch diese gleichzeitige Revolutionierung des Buchmarkts erleichtert, die nach einer Stagnation des Buchdrucks im 17. Jahrhundert einen sprunghaften Anstieg der Buchproduktion bewirkte.

### Alphabetisierung, Leseverhalten, Schrift- und Lesekultur

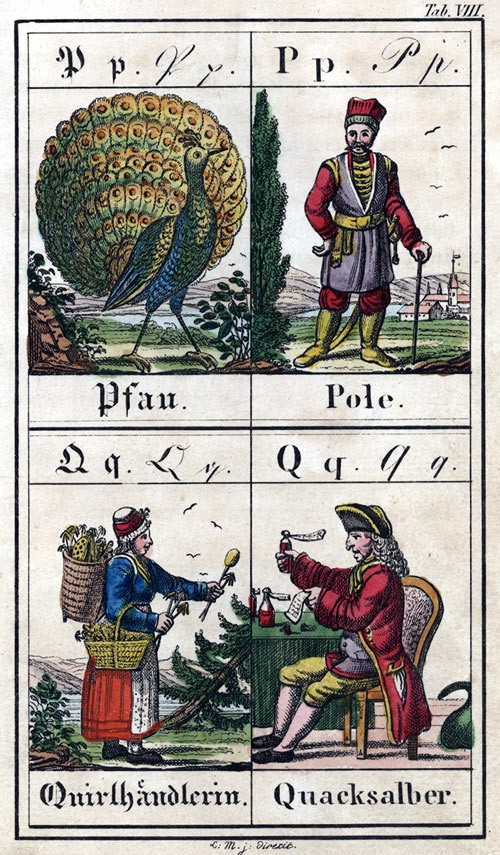
Aus einer ABC-Fibel um 1830

Eine breit angelegte historische Alphabetisierungsforschung, wie sie in anderen Ländern längst durchgeführt wurde, steht für das deutsche Sprachgebiet noch aus.
Alphabetisierung wird in der deutschsprachigen Forschung begrifflich meist eng gefasst und auf den elementaren Zugang zu der jeweiligen Schrift und den Gebrauch der Schriftzeichen bezogen. Dementsprechend werden bei der Erforschung des Alphabetisierungsgrads überwiegend seriell verfügbare Quellen, wie Unterschriften in Heiratsregistern, ausgewertet, die seit rund 200 Jahren, nämlich seit Einführung der Zivilstandsregister und der Standesämter verfügbar sind.
Das Lesen (und Verstehen) von Literatur, also die Entwicklung einer Lesekultur, setzt indes einen deutlich fortgeschrittenen Alphabetisierungsgrad und das Vorliegen eines gewissen Maßes von Allgemeinwissen und Bildung voraus. Auch daher erwuchs seit dem frühen 18. Jahrhundert ein Bemühen um eine deutliche Verbesserung des Elementarschulwesens, allerdings auf bestimmte Regionen beschränkt. Unter anderem war ein gewisser Wohlstand der Region erforderlich, die den Unterhalt von Schulen und die Beschäftigung von Lehrern finanziell ermöglichte und der Bevölkerung erlaubte, ihre Kinder nicht vorrangig als unabkömmliche Arbeitskräfte zu sehen; zum anderen förderte der Protestantismus die Alphabetisierung und Lesekultur – Voraussetzungen, die das protestantische Artland mit seiner wohlhabenden bäuerlichen Kultur erfüllte.
In der Forschung galt lange eine enge Verknüpfung von Alphabetisierungsgrad und gesellschaftlich-ökonomischem Fortschritt bei einem Gegensatz von bildungsfördernder Stadt und bildungsfernem Land. Die neuere Forschung hat dieses Modell zunehmend infrage gestellt. Doch auch Reinhard Wittmann geht in seiner Geschichte des deutschen Buchhandels weiter von den Zahlen von Engelsing und R. Schenda aus, wonach „bis 1770 … die Zahl der Lesekundigen auf 15 Prozent gestiegen, bis 1800 weiter auf 25 Prozent , 1840 seien 40 Prozent  und 1870 bereits 75 Prozent erreicht gewesen“, gesteht aber auch ein, dass diesen Zahlen kaum empirische Daten zugrunde lägen. Gleichwohl zitiert er einen „schwäbischen Aufklärungspfarrer“, der 1793 resümiert haben soll: „Kaum lernt das Kind buchstabiren, nie etwas mit Verstand lesen, kaum seinen Namen schreiben, niemals aus seinem Kopf etwas zu Papier bringen, es stammelt seinen Katechismus, ohne etwas vom Inhalt zu wissen … dabei bleibts in seinem Leben.“

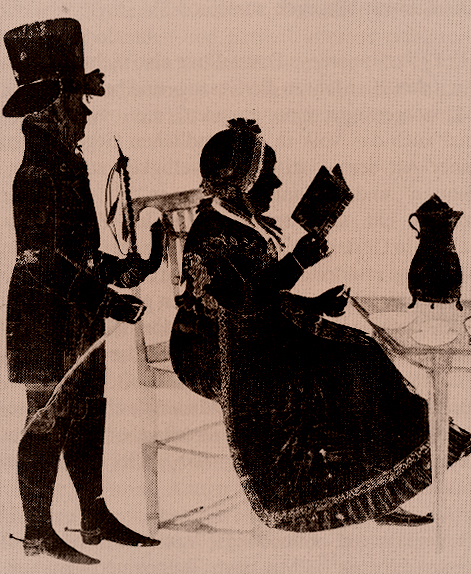
Lesende Artländer Bäuerin um 1816

Der Historiker Peter Moraw geht in seiner Neuen deutsche Geschichte von gar nicht unähnlichen Zahlen aus, konstatiert aber auch: „Schaut man auf einzelne Ortschaften, gelangt man zu verblüffenden Beobachtungen. In der Osnabrücker Kirchengemeinde Menslage konnten um 1800 nahezu alle Landbewohner lesen. Im pietistisch geprägten Laichingen auf der Schwäbischen Alb besaßen Ende des 18. Jahrhunderts 94,5 Prozent aller Familien vom ärmsten Weber bis zum reichsten Bauern mehr als zwei Bücher.“
Die wenigen bislang vorliegenden Regionalstudien zur Alphabetisierung legen nach Anne Conrad die Vermutung nahe, dass die Lesefähigkeit weiter verbreitet war, als bisher angenommen wurde. Auch hat sich zunehmend die Ansicht durchgesetzt, dass es zur Rezeption von Schriften vor allem auf die Lesemotivation ankam.
Zu denselben Ergebnissen kommt Karl-Heinz Ziessow, der in seiner Studie über das Artländer Kirchspiel Menslage unter anderem die Zivilstandsregister aus der französischen Zeit ausgewertet hat, die für die Zeit von 1808 bis zum Herbst 1813 vorliegen. Danach bietet Menslage das Erscheinungsbild eines um 1810 mit sehr hoher Signierfähigkeit ausgestatteten Kirchspiels: 84,35 Prozent der um 1810 rund 2 870 Einwohner beurkundeten den Akt der Eheschließung mit ihrer eigenen Unterschrift. Auch der Geschlechterabstand lag in Menslage mit gut 81 Prozent signierfähiger Frauen in einem für andere Räume Mitteleuropas untypisch engen Abstand.

### Lesegesellschaftsforschung

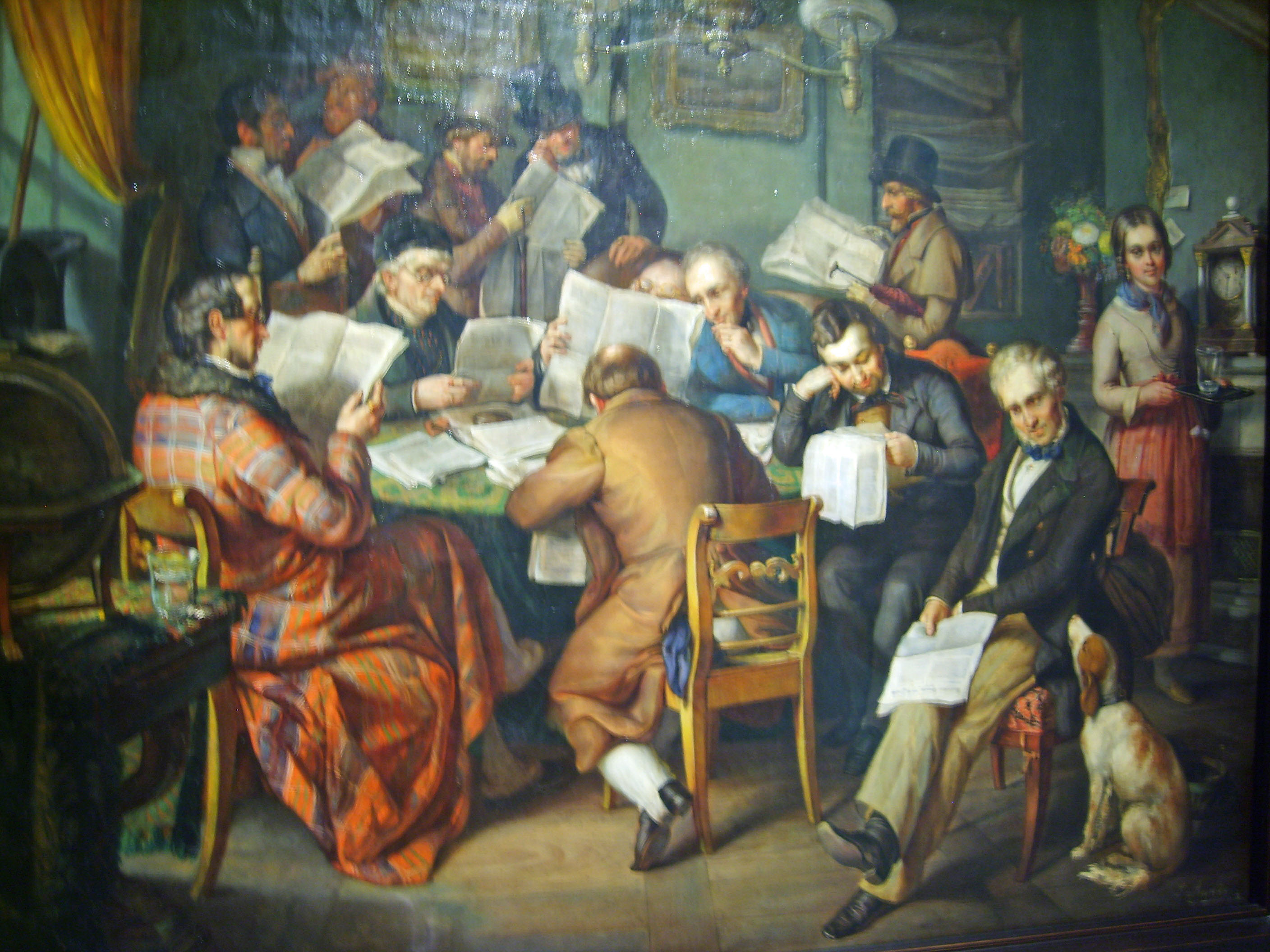
Lesekabinett von Heinrich Lukas Arnold (1815–?)

Bedingt durch die Quellenlage konzentriert sich die Lesegesellschaftsforschung auf die Analyse städtischer Lesegesellschaften und speziell auf die Schicht des gehobenen Stadtbürgertums. Ländliche Lesegesellschaften sind deutlich seltener untersucht worden und die wissenschaftliche Position folgt dabei oft Irene Jentsch, die in ihrer Dissertation aus den 1930er Jahren die Ansicht vertritt, ländliche Lesegesellschaften seien hierarchisch strukturierte Veranstaltungen lokaler Honoratioren zur begrenzten Aufklärung der ungebildeten dörflichen Bevölkerung und mehr „Vorlese-“ denn Lesegesellschaften gewesen. Eine typische Formulierung dieser Position stammt von Felicitas Marwinksi, die noch 1981 schreibt:
Die bäuerlichen LGG waren Ende des 18. Jahrhunderts meist nur von kurzer Dauer. Die Gründe sind darin zu sehen, daß es nur wenige, speziell für das Bildungsniveau der Landbevölkerung geeignete Schriften gab (wie Rudolph Zacharias Beckers ‚Not- und Hülfsbüchlein‘), daß das ländliche Schulwesen noch zu unterentwickelt war und daß das Interesse unter den Bauern großen Schwankungen unterworfen war. Außerdem orientierte sich die Aufklärungsbewegung zu dieser Zeit mehr auf die städtische Intelligenz.
Die von Marvinski untersuchte Frankenhäuser Lesegesellschaft existierte in der Tat lediglich neun Jahre (1795–1804), die Lesegesellschaft Gernsbach gerade einmal zwei und die Teutsche Lesegesellschaft (1814–1819) fünf Jahre. Doch gehörte beispielsweise die 1775 gegründete Elberfelder Lesegesellschaft zu den ersten aufklärerischen Gesellschaften im Rheinland und wurde immerhin erst 1818 aufgelöst. Die beiden Lesegesellschaften Henriette von Pogwischs (1776–1851) bestanden jeweils mehr als 20 Jahre, und es gab Lesegesellschaften, die ähnlich lang oder länger als die Menslager Lesegesellschaft existierten, wie beispielsweise die Lesegesellschaft Eppingen oder die Schweizer Lesegesellschaft Rüti, die die sogar 141 Jahre bestand. Die 1818 gegründete Lesegesellschaft Bülach existiert bis heute. An diesen Beispielen ist ersichtlich, dass der Forschungsstand zu ländlichen Lesegesellschaften in der Schweiz deutlich besser ist als in Deutschland, wo festgestellt wurde, dass ländliche Lesegesellschaften teilweise hoch geachtete intellektuelle Diskutierzirkel waren.
Hilmar Tilgner schrieb in seiner Dissertation von 2001: In ihnen [den Lesegesellschaften] fand sich die aristokratisch-bürgerliche Intelligenz zusammen …
Die von dem Historiker Karl-Heinz Ziessow, Kustos des Niedersächsischen Freilichtmuseums Cloppenburg, in den 1980er Jahren begonnene Analyse der Schul- und Bildungsgeschichte des Osnabrücker Landes, die auch die Menslager Lesegesellschaft beinhaltete, zeichnet hingegen ein völlig anderes Bild. Ziessow konnte unter anderem auf mehr als 200 historische Hof- und Handwerkerarchive und die umfangreichen Archivalien des Museumsdorfs zurückgreifen, die das translozierte Schulhaus der Renslager Nebenschule betreffen. Diese umfangreichen Aktenbestände sind insbesondere interessant, weil der Begründer der Menslager Lesegesellschaft, Berend Foeth, Ende des 18. Jahrhunderts an der Renslager Nebenschule unterrichtete und dem späteren Leiter der Lesegesellschaft, Pastor Bernhard Möllmann, die Aufsicht über die Schulen des Kirchspiels oblag. Ziessow stellte anhand dieser Unterlagen fest, dass die angeblich in ländlichen Regionen herrschenden mangelnden Bildungsbedingungen des ausgehenden 18. Jahrhunderts zumindest im Artland nicht zutrafen.
Eine andere Untersuchung, eine Magisterarbeit von Ortrud Deister von der Universität Mainz von 1996 zum Thema Ländliche Lesekultur im späten Kaiserreich 1900–1915 dargestellt am Ort Gau-Algesheim, Rheinhessen vermittelt ähnliche Ergebnisse und zeigt, dass generelle Aussagen über ländliche intellektuelle Rückständigkeit und eine erst ab dem späten 19. Jahrhundert schwindende Bildungsferne nicht gemacht werden können.
Es gab natürlich auch Beispiele, die diese Vorurteile stützen: So bot die spät – 1847 – gegründete, bereits erwähnte Lesegesellschaft Gernsbach, in der kurzen Zeit ihrer Existenz überwiegend Unterhaltungsliteratur an, organisierte reine Unterhaltungstreffen, wie Singspiele und versagte ihren weiblichen Mitgliedern, obwohl sogar drei Frauen zu den Gründungsmitgliedern zählten, das Stimmrecht.

## Regionaler Hintergrund

Das Artland mit Menslage im Quakenbrücker Becken

Justus von Gruner bespricht in seinem Werk von 1801 Auf kritischer Wallfahrt zwischen Rhein und Weser auch das Artland, das er von anderen Teilen des Hochstifts abhebt: „… in dem sogenannten Artlande … (einem Theil des Amtes Fürstenau) …, wo es auch die besten Aekker und Wiesen, und äusserst wohlhabende Landleute giebt.“
Besonders beeindruckt zeigt sich Gruner vom Bildungsstand: „Im Allgemein aber ist diese (Anm.: die Bildung) hier viel weiter vorgerückt, und das Volk weit kultivirter, als im Münsterischen und den übrigen westphälischen Stiftern. Die Ursache davon mag meistentheils in der Vermischung der Religionspartheien liegen, da etwa die eine Hälfte der Kirchspiele katholisch und die andere lutherisch ist, auch mehrere Orte Einwohner beider Theile haben, zwischen denen jezt im Durchschnitt viel Toleranz und Friedfertigkeit herrscht.“
Gruner geht im Bezug auf die Aufklärung noch einmal speziell auf das Artland ein: „Indess rükken die biedern Einwohner demungeachtet in der Aufklärung merklich vor, wozu die aufgeklärte Lehrart der Prediger, ihre häufigen Gänge zu den Städten …, und der allgemeine Geist der Zeit, das meiste beitragen mögen, denn der ist (vorzüglich im Artlande) sehr aufgeklärt, und mitunter ziemlich frei … es wird auch auf dem platten Lande viel gelesen.“

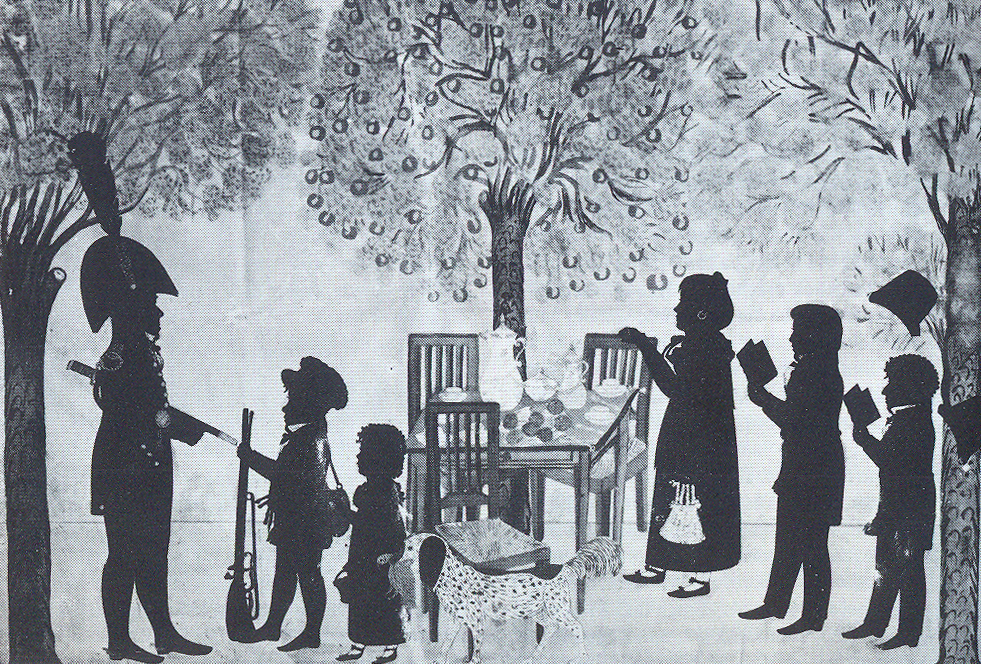
Scherenschnitt einer Artländer Försterfamilie um 1817 von Johann Caspar Dilly (1767–1841)

Als Bildquellen liegen aus dieser Zeit eine Reihe von Scherenschnitten vor, die der Bonner Maler und Silhouetteur Johann Caspar Dilly (1767–1841) fertigte, als er Anfang des 19. Jahrhunderts Zeit als Wanderkünstler ins Artland kam und sich für längere Zeit im nahe gelegenen Essen (Oldenburg) niederließ. Auffallend oft zeigt er lesende oder vortragende Personen, wie hier die Kinder einer Menslager Försterfamilie oder eine lesende Bäuerin. Aus den „detailgetreuen und profilscharfen“ Bildnissen, die von der volkskundlichen Forschung um 1980 als Quellenmaterial für die Zeit des Biedermeiers entdeckt wurden, geht auch hervor, dass sich die Bevölkerung modern kleidete, und nicht in bäuerlicher Tracht.
Diese zeitgenössischen Darstellungen bestätigen die Aussagen Ziessows über den Bildungsstand im Artland. In seiner Dissertation über Lesegesellschaften weist er für das beginnende 19. Jahrhundert einen hohen und schichtenübergreifenden Stellenwert der Bildung nach. So stellt er, nach Auswertung von Zivilstandsregistern, bezogen auf den Alphabetisierungsgrad fest:
:„… daß die intensive Schulversorgung im Kirchspiel Menslage von außerordentlichem Erfolg gekrönt und bereits zu Anfang des 19. Jahrhunderts einen Alphabetisierungsstand hergestellt hatte, der in Europa keinen Vergleich zu scheuen brauchte. Menslage als Teil der 'protestantischen Kulturinsel' konnte um 1810 als voll alphabetisiert gelten und hatte im Erwerb von Kulturtechniken ein durchaus 'städtisches Niveau' erreicht.“
Es ist unbekannt, ob Gruner und Dilly von der Menslager Lesegesellschaft Kenntnis hatten, auch bleibt unklar, ob Gruner seine Kenntnisse über die Artländer selbst erworben hat oder vielleicht nur von ortsansässigen Pastoren informiert wurde. Es scheint allerdings, dass die bäuerliche Bevölkerung im Artland hinsichtlich Wohlstand, Bildung und Grad der Aufklärung durchaus eine Sonderstellung im Hochstift Osnabrück einnahm.
Die Bevölkerung des Kirchspiels pflegte auch untereinander einen ungewöhnlich regen Briefwechsel, sogar die die Anlieferung von Pastorengarben aus den Bauerschaften wurde von Möllmann jeweils schriftlich erbeten.  In den im Besitz des Cloppenburger Museumsdorfs befindlichen mehr als Artländer Hofarchiven, von denen die meisten noch gar nicht ausgewertet sind, finden sich eine Reihe von flüssig, aber sorgfältig formulierten Briefen, die die Einwohner miteinander austauschten. So haben sich im Hofarchiv Oing-Ellerlage drei Briefe von Heinrich Schwietert an Bernhard Scherhage von 1824 bis 1826 erhalten, in denen landwirtschaftliche Fragen diskutiert werden.
Der Bauer Bernhard Scherhage, Mitglied der Menslager Lesegesellschaft (siehe auch unten), gilt in der volkskundlichen Forschung ohnehin als ein weiteres „Beispiel für literate bäuerliche Selbstaufklärung“ des späten 18. Jahrhunderts.: „…exzerpierte er alles ihm Wissenswerte aus den umlaufenden Zeitungen und Büchern. Von ihm sind in einem Hofarchiv ca. 600 Blatt Niederschriften erhalten … sogar über Kants ‚Kritik der reinen Vernunft‘. Seine Beherrschung des selbstgesteuerten Aufschreibens von Gelesenem geht auf den guten Schreibunterricht in Nebenschulen zurück, den Groß- und Mittelbauern über die Lehrerwahl kontrollieren konnten. Davon ist ein Schulheft erhalten, in dem sich Einträge von Bernhard Scherhage sowie seinem Vater und anderen Verwandten über zwei Generationen von 1767 bis 1817 finden. Sie enthalten in meist sauberer, fast fehlerfreier Schreibung, in mehrere Schriftarten, z. T. kalligraphisch verziert, religiöse Texte und Regeln über Schreibtechnik und Orthographie …“
Ein 1829 von dem Menslager Lehrersohn Georg Hermann Friedrich Lehners an Scherhage gerichteter Brief zeigt das Interesse an Geschichte und zeitgenössischen Ereignissen dieser jungen, ganz offensichtlich gebildeten Artländer Generation: „Sonntagabend bin ich nach dem [Anm.: Osnabrücker] Rathaus gewesen, wo eine große Sammlung Wachsfiguren zu sehen war, und zwar in Lebensgröße … man findet hier einen Wieland und Kant …, einen Voltaire und Franklin ebenso einen Friedrich den Großen, Joseph II., Catharina II. von Rußland, in ihren gewöhnlichen Stellungen und Kostümen … einen Johann von Leyden, wie er Gericht über seine Frau hält, Maria Stuart, Napoleon … den Buchhändler Palm, den Admiral de Ruyter … Wenn Du nicht so weit von hier wärest, so wollte ich Dich bitten, zu kommen, um dieses zu sehen.“
Ein anderes kollektiv geschriebenes Schulheft aus dem Kirchspiel Menslage „beweist eine post-elementare Ausbildung durch Privatlehrer oder Lateinschule“. Die Einträge einer 17-jährigen Susanna Katharina Dürfeld und ihrer Verwandten ab 1793 „zeugen von gut ausgebildeter Schrift und kalligraphischen Fähigkeiten, die als soziales Bildungssymbol bis ins 20. Jh. auf dem Lande auch bei Selten-Schreibenden eine Bedeutung hatten.“

### Bevölkerung

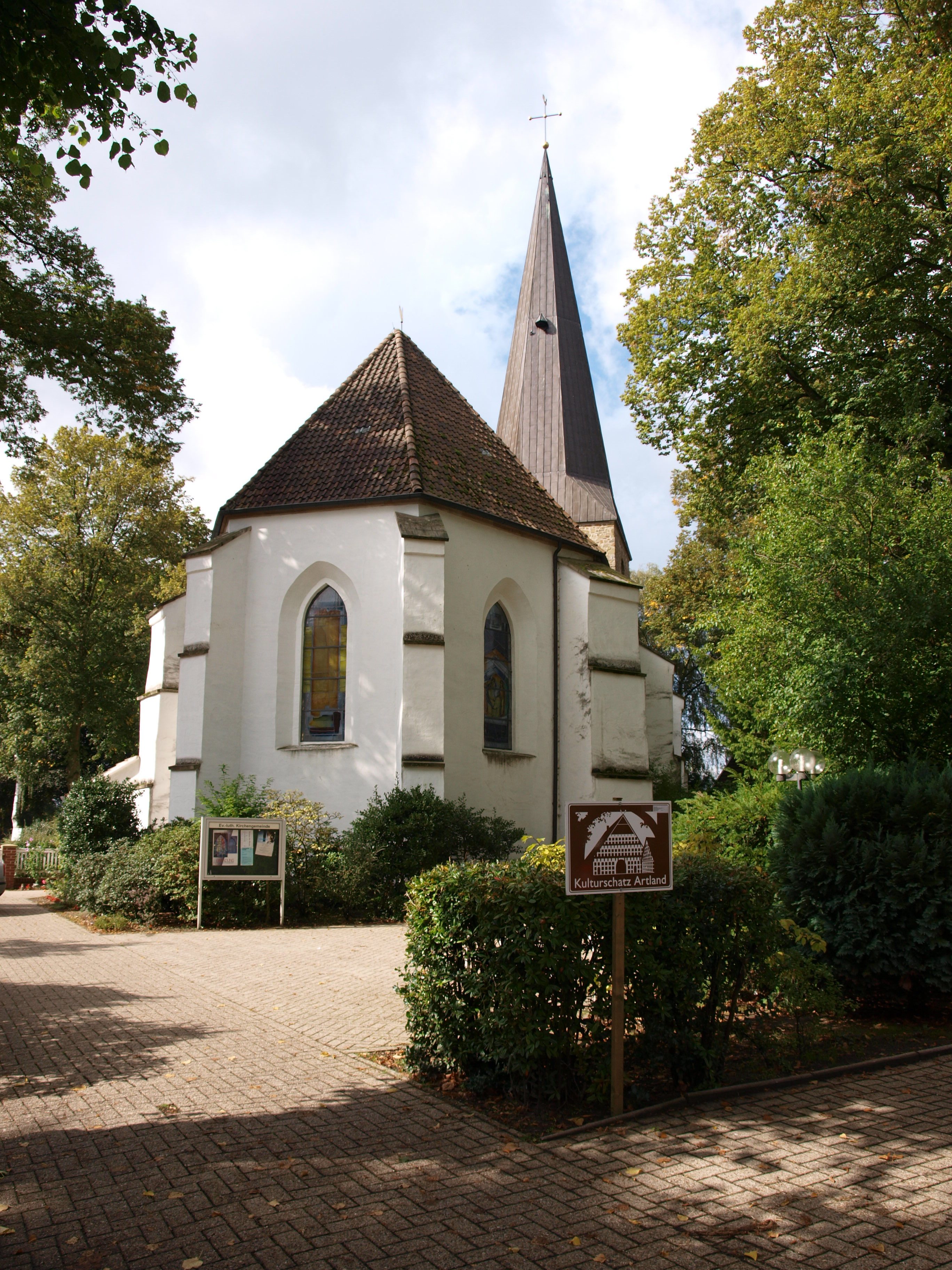
Marienkirche

Menslage, bestehend aus dem Dorf Menslage, den Bauerschaften Andorf, Borg, Bottorf, Hahlen, Herbergen, Klein Mimmelage, Renslage, Schandorf, Wasserhausen und Wierup sowie dem Landgut Mundelnburg hatte im beginnenden 18. Jahrhundert rund 2700 Einwohner, wobei das Dorf selbst weniger als 100 Einwohner hatte und die Bauerschaft Hahlen mit mehr als 500 Einwohnern am größten war.
Seine erste Erwähnung findet das Kirchspiel Menslage 1187, die evangelische Marienkirche datiert von 1244. In den letzten Tagen des Zweiten Weltkriegs fiel die Kirche samt historischem Kirchwinkel (ein Fachwerkriegel, der den äußeren Abschluss der Kirchenburg bildete) einem Bombenangriff zum Opfer und wurde weitgehend zerstört. Der sofort nach Kriegsende aufgenommene originalgetreue Wiederaufbau des gesamten Ensembles wurde 1954 weitgehend beendet. Die Fachwerkhäuser des Kirchwinkels erinnern an die frühe Ansiedlung von Krämern und Handwerkern, die bereits im 12. und 13. Jahrhundert die Grundlage für eine demographische und funktionale Spezialisierung des Kirchdorfs als Dienstleistungszentrum schufen.

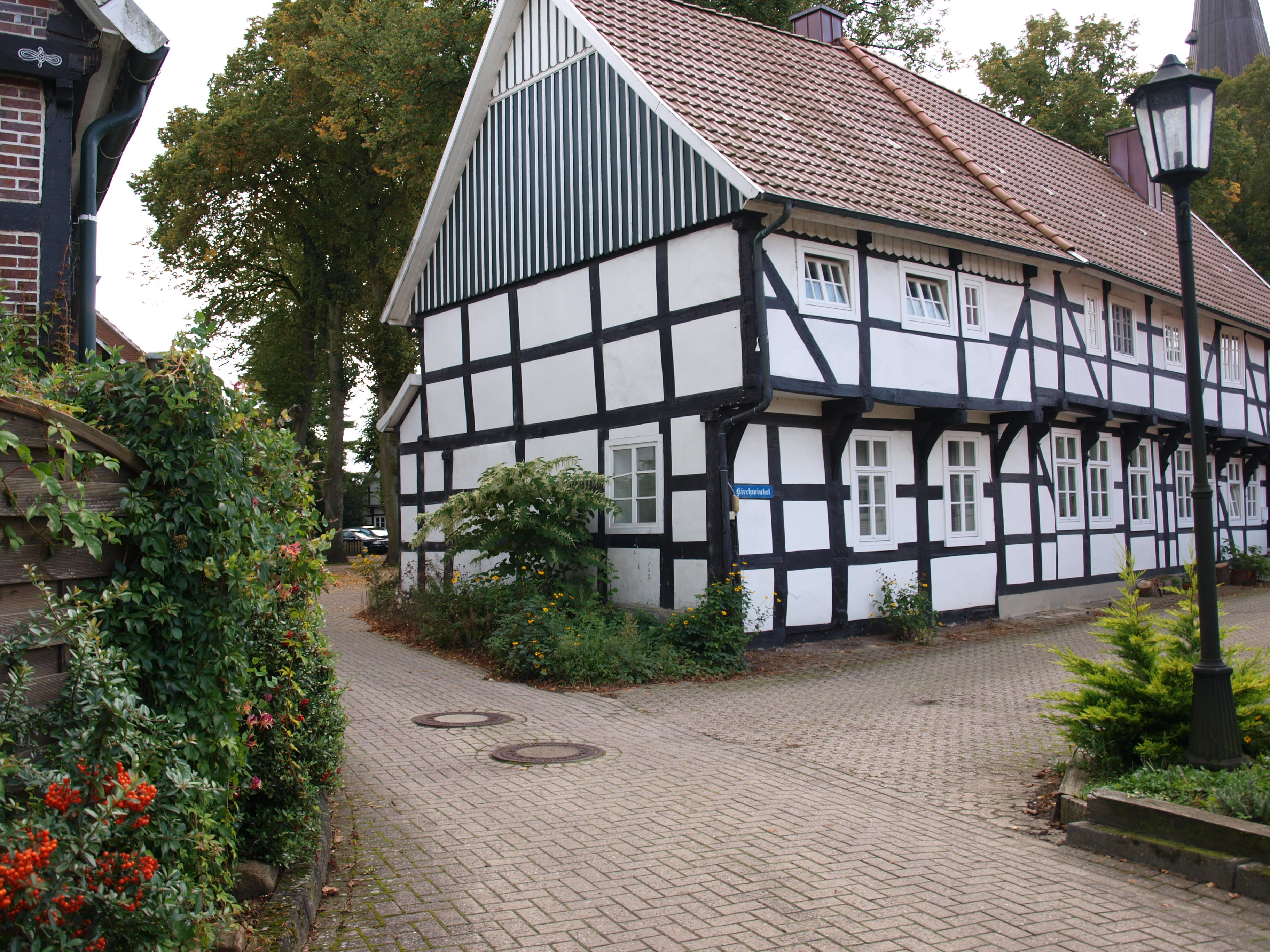
Kirchwinkel

Der Haupterwerbszweig der Bewohner war seit jeher die Landwirtschaft. Auf dem fruchtbaren Ackerboden konnten Hafer, Roggen, Gerste und der anspruchsvollere Weizen angebaut werden. Nachdem oft Getreideüberschüsse zu verzeichnen waren, sprach man von dem Artland als der Kornkammer des Hochstifts Osnabrück. Dies führte im Laufe der Jahrhunderte zur Herausbildung einer wohlhabenden bäuerlichen Oberschicht. Sichtbar ist dieser Wohlstand noch heute an der Vielzahl prachtvoller alter Höfe, die zum Kulturschatz Artland zusammengefasst sind. 1830 erfolgte die Bauernbefreiung; zu dieser Zeit gab es im Kirchspiel trotz allen Wohlstands noch 134 leibeigene Höfe, die bis 1850 freigekauft wurden. Dies ist umso erstaunlicher, als die Strömungen der Aufklärung in der Gemeinde praktisch eine Generation vor der Bauernbefreiung eingeleitet wurden und hohen Erfolg zeitigten.
Die Verteilung des Grundbesitzes im Osnabrücker Nordland war mit der restriktiven Landvergabe im 16. Jahrhundert weitgehend abgeschlossen. Weder in der Zahl noch ihrer Zusammensetzung ergaben sich in den folgenden Jahrhunderten gravierende Änderungen. Die vier so genannten Erbesklassen der Vollerben, Halberben, Erbkotten und Markkotten bildeten politisch und fiskalisch die Bauerschaft. Weitere Gruppen bäuerlicher Siedler waren die Brinksitzer, Wördener und Kirchhöfer.
Bemerkenswert in diesem nördlichen Teil des Hochstifts Osnabrück war das weitgehende Fehlen einer ländlichen Arbeiterschaft, was hauptsächlich auf die Streulage der Artländer Höfe zurückgeführt wird, die eine Ansiedlung erschwerte, waren Landarbeiter doch gezwungen, auf mehreren Höfen und je nach Arbeitsanfall mitzuhelfen. Eine umso größere Rolle spielte hingegen das Heuerlingswesen, das im 16. Jahrhundert mit der Verpachtung von Leibzuchten seinen Anfang nahm.

### Geographische Einflüsse

Menslage im Osnabrücker Nordland

Menslage und seine Nachbarkirchspiele liegen im Artlandes, dessen Bezeichnung für diesen Landstrich seit dem Jahr 1309 belegt ist und das sich – betrachtet man den Landstrich als Landschaftsgefüge – innerhalb des eiszeitlichen Endmoränenbogens der Dammer und Bippener Berge erstreckt. Nach Ende der Eiszeit war das Gebiet ein großes Schmelzwasserbecken, das von Hase und Wrau mit Schwemmsand verfüllt wurde. Die so entstandenen Flächen ermöglichten eine ertragreiche Landwirtschaft, die über Jahrhunderte hinweg die bis heutige bäuerlich geprägte Landschaft formte.
Eine politische Einheit war das Artland indes nie. So gab es auch nie klare, dauerhafte Gebietsgrenzen, und die Bezeichnung Artland wurde im Lauf der Jahrhunderte in wechselndem Umfang verwendet. Seine Kirchspiele gehörten nicht einmal denselben Ämtern des Hochstifts Osnabrück an. Vielmehr machten wirtschaftliche, kulturelle und verwandtschaftliche Bindungen das Artland zu einer geschlossenen Einheit.
Voraussetzung für die wirtschaftliche Eigenständigkeit des Artlandes waren die guten naturräumlichen Bedingungen und die damit sehr ertragreichen Böden im „Quakenbrücker Becken“. Die Hase sorgte durch ihr geringes Gefälle im Flachland unterhalb von Bersenbrück für die Ablagerung fruchtbarer Schwemmsande (angeschwemmter Sand) aus dem Osnabrücker Bergland, woraus sich ein sehr fruchtbarer Ackerboden entwickeln konnte. Die höher gelegenen Eschböden wurden mittels Plaggendüngung aufgewertet, die den fetten Wiesen entnommen wurden. Neben der im ganzen Osnabrücker Land bis zum Dreißigjährigen Krieg vorherrschenden Viehzucht wurde im Artland seit jeher Ackerbau betrieben, wobei neben Hafer und Roggen auch die anspruchsvollere und begehrtere Gerste angebaut werden konnte. Dieser ertragreiche Ackerboden, der im Unterschied zu dem oftmals an Getreidemangel leidenden übrigen Osnabrücker Land stand, führte in der „Kornkammer des Hochstifts Osnabrück“ zur Herausbildung einer wohlhabenden ländlichen Oberschicht mit zahlreichen Einzelhofanlagen, wodurch zusammen mit Hecken, Wäldchen und Hofeichenkämpen eine parkartige Landschaft entstand.

### Bildungs- und Schulgeschichte

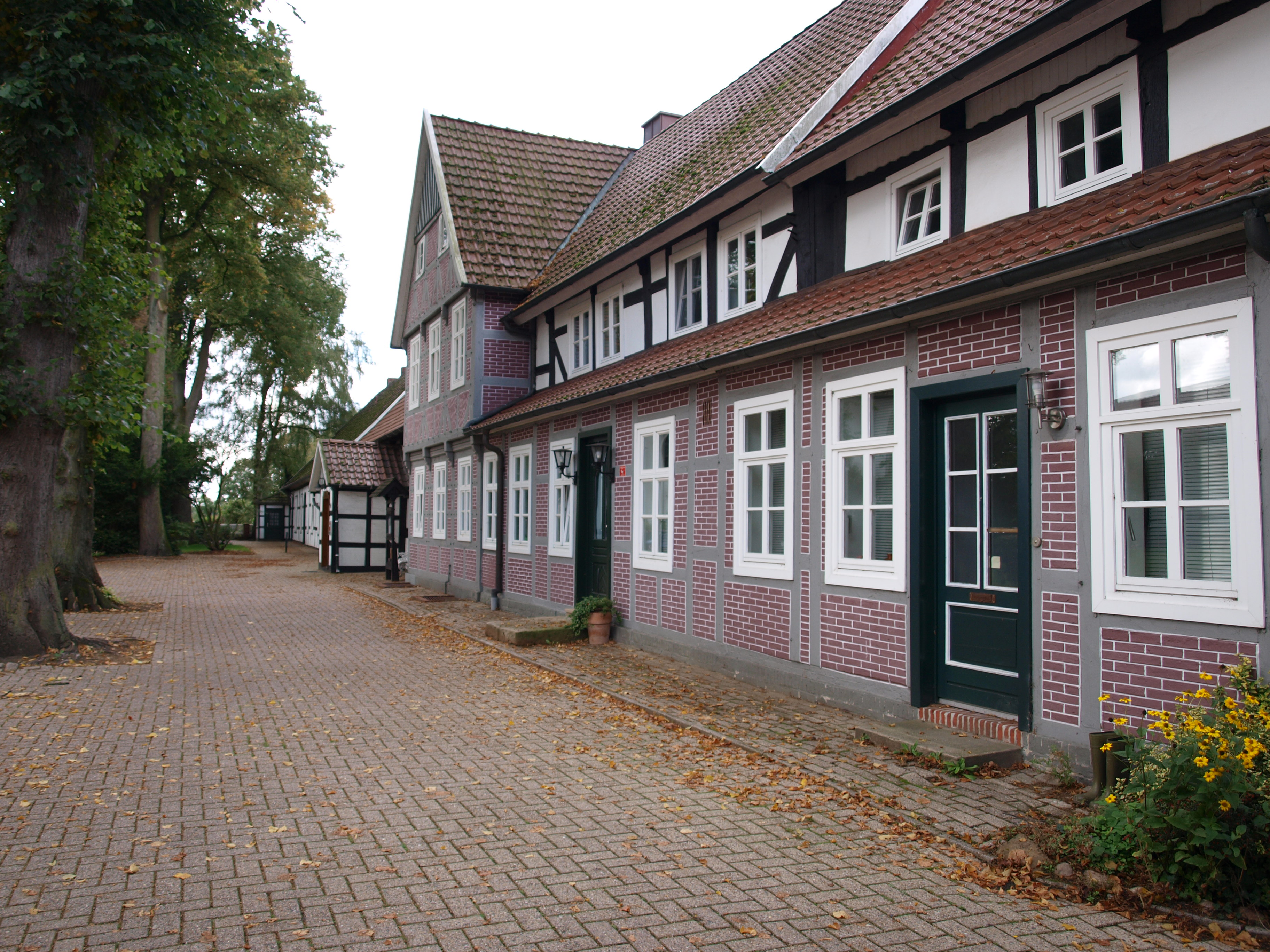
Die frühere Hauptschule in Menslage (heute Heimatverein)

Menslage war als ein rein protestantisches Kirchspiel von allen Varianten an Kirchspielverfassungen umgeben, die nach dem im Westfälischen Frieden und in der Capitulatio perpetua festgeschriebenen machtpolitischen Kompromiss auf dem konfessionell gemischten Territorium Osnabrücks möglich waren. Es gab in jener Zeit gemäß der für das Hochstift Osnabrück festgelegten Kirchenordnung in jedem Kirchspiel nur Schulen der jeweils festgelegten Konfession. In den rein katholischen Kirchspielen (wie Ankum) waren es katholische Schulen und in den evangelischen Kirchspielen (wie Bippen, Börstel, Menslage) evangelische Schulen, deren Lehrer zumeist auch das Küster- oder Organistenamt wahrnahmen. In den Orten, in denen beide Konfessionen ihren Platz behauptet hatten (z. B. in Quakenbrück, Badbergen, Vörden), gab es katholische und evangelische Schulen.
Der Bedarf an Schulen für die unter dem bis 1786 bestehenden realen Pfarrzwang nicht zu versorgenden Kinder der protestantischen Bauerschaften in den einpfarrig katholischen Kirchspielen Ankum und Berge war ab Mitte des 18. Jahrhunderts Anlass für die Errichtung einer Nebenschule auf Menslager Gebiet.

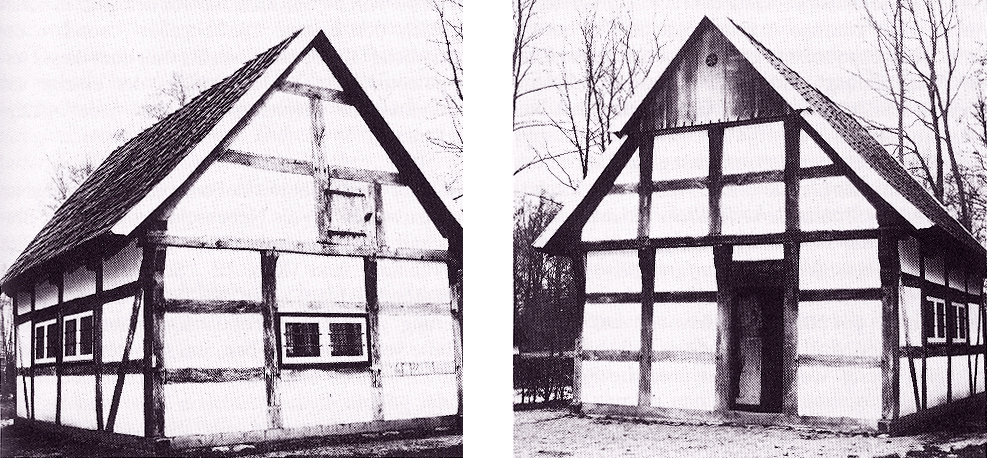
Die Nebenschule von Renslage

Die Renslager Schule wurde von 1751 bis 1891 betrieben; das im Cloppenburger Museumsdorf originalgetreu wieder aufgebaute Schulhaus bestand aus einem einzigen Raum von 5,80 mal 4,20 Metern, also nicht einmal 25 Quadratmetern, in dem 50 bis 60 Kinder der Bauerschaften Renslage und Dalvers (Altkreis Bersenbrück) unterrichtet wurden. Bis in das 19. Jahrhundert hinein setzte sich diese Entwicklung mit weiteren Schulgründungen fort und schuf ein zunehmend flächendeckendes Netz an schulischen Einrichtungen auf dem Territorium des Kirchspiels, so dass um 1800 alle dörflichen Schichten nahezu vollständig alphabetisiert waren.
Da die Nebenschulen im Unterschied zu Winkelschulen über eigene Schulgebäude verfügten und aufgrund der Konfessionsverhältnisse im Artland eine besonders gesicherte Stellung einnahmen, konnten die an ihnen als Lehrpersonal tätigen Heuerleute, Bauern oder Handwerker den Unterricht zu ihrer Haupterwerbsquelle machen. Die soziale Position dieser Lehrer erfuhr damit eine Aufwertung und die ohnehin vergleichsweise starke Stellung der Bauerschaften im Kirchspiel wurde durch die Errichtung eigener Schulen weiter gestärkt.
Günstig für die Bildung und Erziehung der Kinder des Kirchspiels wirkte sich des Weiteren aus, dass die über Jahrhunderte einzige weiterführende Schule im Osnabrücker Land, die Lateinschule Quakenbrück (heutiges Artland-Gymnasium) unweit Menslage liegt und den dortigen Schülern zugänglich war.

### Literaturangebot

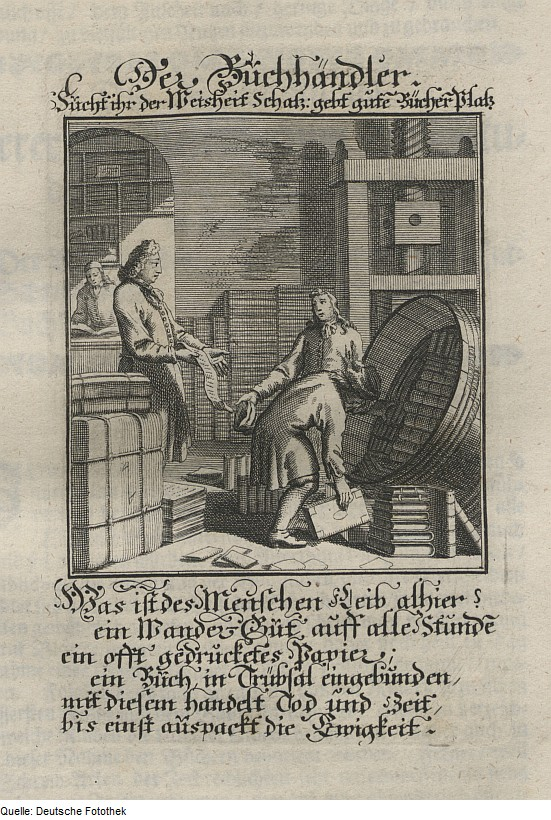
Der Buchhändler von 1698

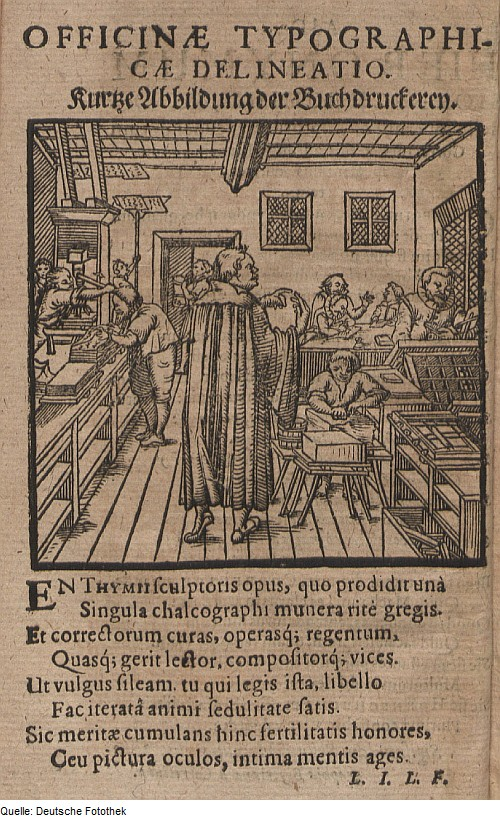
Buchdruck um 1634

## Die Menslager Lesegesellschaft

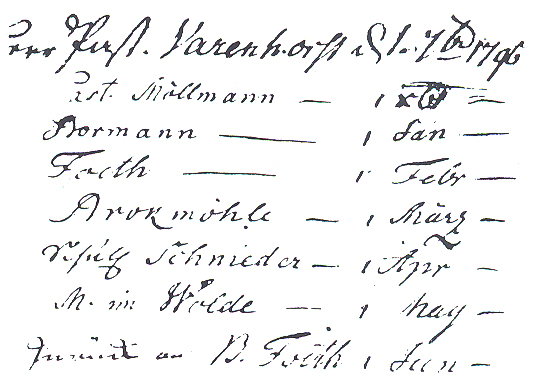
Umlaufliste von 1796

### Gründung

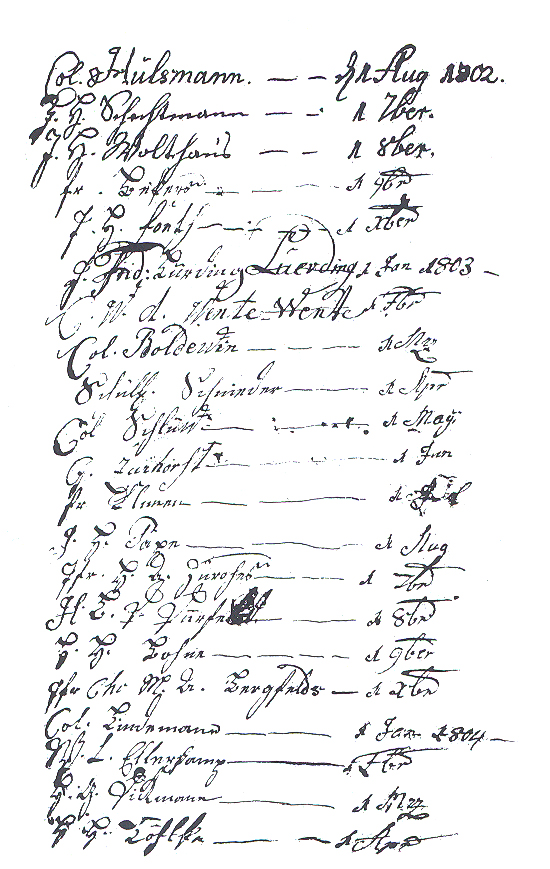
Umlaufliste 1802–1805

### Ziele und Verfahren

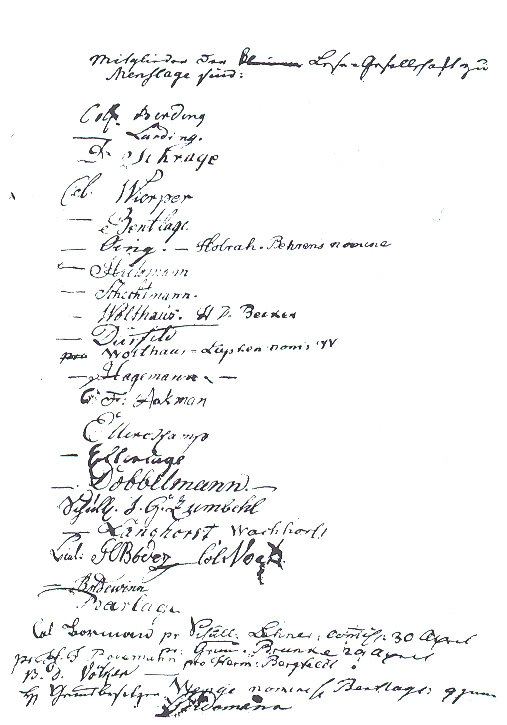
Mitgliederliste von 1811

#### Bernhard Möllmann

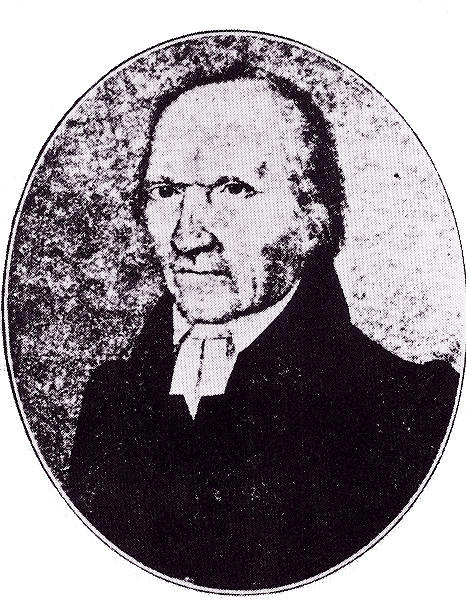
Bernhard Möllmann um 1810

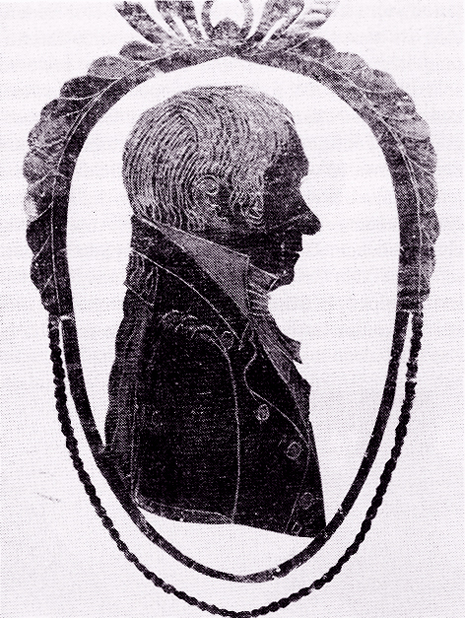
Bernhard Möllmann, Scherenschnitt von 1818

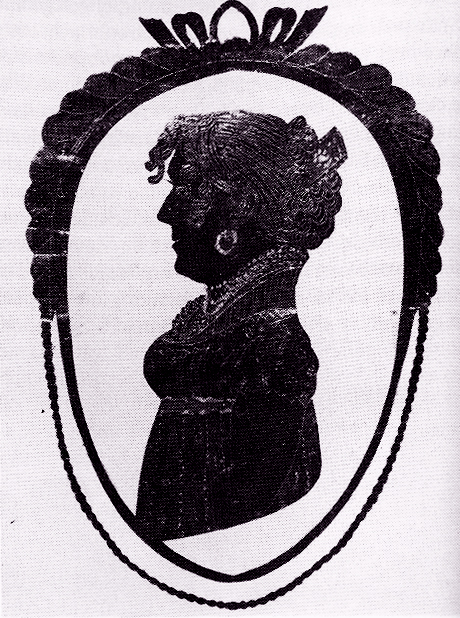
Catharina Rebecca Sophia Möllmann, geb. Gerding, Scherenschnitt von 1818

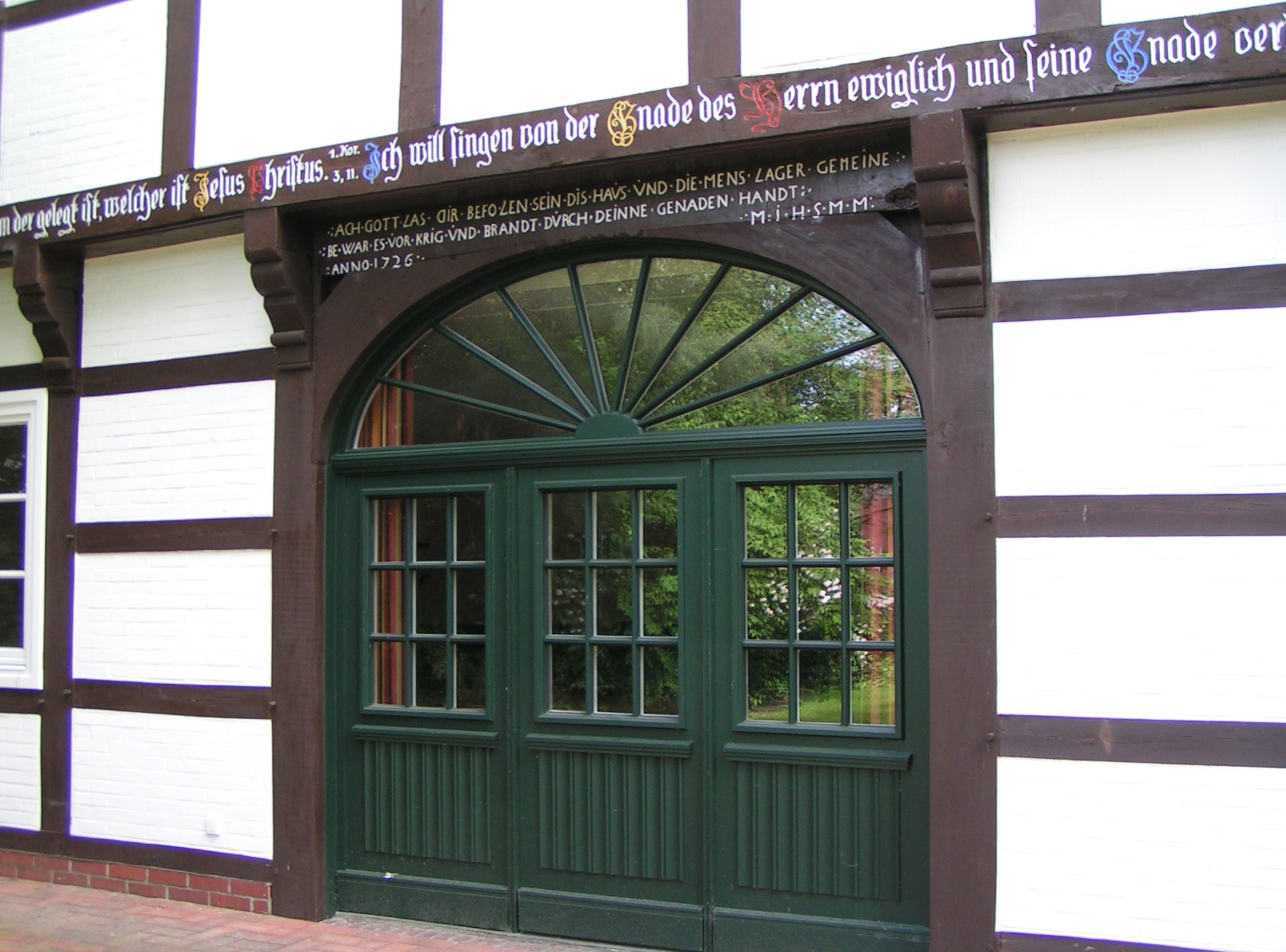
Das 1726 erbaute Menslager Pfarrhaus